# Маслов, Константин Ипполитович
Константи́н Ипполи́тович Ма́слов (1895-1939) — работник советских органов прокуратуры, в 1936—1938 годах занимал должность прокурора сначала Московской области, затем города Москвы. Входил в состав особой тройки НКВД СССР. Репрессирован, реабилитирован посмертно.

## Биография
Константин Ипполитович Маслов родился в 1895 году в станице Атаманская. Окончил гимназию и высшее училище, после чего пошёл работать. Участвовал в Февральской революции. После установления Советской власти пошёл на службу в Рабоче-Крестьянскую Красную Армию. Участвовал в Гражданской войне.
С 1920 года Маслов возглавлял Харьковский губернский комитет трудовой повинности, был заместителем председателя Киевского революционного трибунала, помощником Киевского губернского прокурора, Бердичевским окружным прокурором. С 1929 года работал в Днепропетровской окружной прокуратуре, год спустя возглавил Харьковский межрайонный суд.
В 1933 году Маслов был переведён на работу в Москву в качестве заместителя прокурора Московской области. В 1936 году он был назначен исполняющим обязанности прокурора Московской области, в июле 1937 года утверждён в должности. В декабре 1937 года после ареста прежнего прокурора Москвы Андрея Филиппова Маслов был назначен на его должность. Этот период отмечен вхождением в состав особой тройки, созданной по приказу НКВД СССР от 30.07.1937 № 00447 и активным участием в сталинских репрессиях.

## Завершающий этап
3 июля 1938 года Маслов был арестован сотрудниками НКВД СССР по обвинению в членстве в антисоветской правотроцкистской организации и подготовку террористических актов. Кроме Маслова, были арестованы его заместителя В. И. Кобленц и И. Н. Евзерихин. В результате применения физических мер воздействия он подписал признание в инкриминируемых ему деяниях. 7 марта 1939 года во время заседания ВКВС СССР Маслов отказался от данных во время следствия показаний и не признал свою вину. В тот же день он, Кобленц и Евзерихин были приговорены к высшей мере наказания. Приговор был приведён в исполнение в тот же день. Место захоронения - «могила невостребованных прахов» № 1 крематория Донского кладбища..
В июле 1957 года Маслов был посмертно реабилитирован ВКВС СССР. В феврале 2013 года к 80-летию Прокуратуры города Москвы на братской могиле, где захоронен его прах, был установлен памятный знак.